# Basketball-Südamerikameisterschaft 2004
Die Basketball-Südamerikameisterschaft 2004, die einundvierzigste Basketball-Südamerikameisterschaft, fand zwischen dem 13. und 18. Juli 2004 in Campos dos Goytacazes im Bundesstaat Rio de Janeiro statt. Brasilien war damit zum siebten Mal Ausrichter dieser Meisterschaft. Gewinner war die Nationalmannschaft Argentiniens, die zum elften Mal den Titel erringen konnte. 

## Mannschaften
Argentinien
| Position | #  | Name                 |
| -------- | -- | -------------------- |
| F        | 4  | Diego Lo Grippo      |
| G        | 5  | Pablo Prigioni       |
| C        | 6  | Roman Gonzalez       |
| -        | 7  | Bruno Labaque        |
| G        | 8  | Daniel Farabello     |
| G        | 9  | Carlos Delfino       |
| F        | 10 | Leonardo Gutiérrez   |
| -        | 11 | Diego Prego          |
| F        | 12 | Wálter Herrmann      |
| PF       | 13 | Andrés Pelussi       |
| G        | 14 | Julio Mázzaro        |
| C        | 15 | Juan Pedro Gutiérrez |

 Brasilien
| Position | #  | Name                          |
| -------- | -- | ----------------------------- |
| G        | 4  | Marcelo Machado               |
| G        | 5  | Nezinho Dos Santos            |
| -        | 6  | Andre Luiz Chueri Da Silva    |
| C        | 7  | Estevam Ferreira              |
| C        | 8  | Wanderson Camargos Trigueiro  |
| PG       | 9  | Paulo Hector Boracini         |
| PF       | 10 | Luis Felipe Gruber            |
| PG       | 11 | Fúlvio de Assis               |
| C        | 12 | Caio Torres                   |
| F        | 13 | Renato Lamas Pinto            |
| PF       | 14 | Andre Luiz Quirino Pereira    |
| C        | 15 | Michel Ferreira Do Nascimento |

 Chile
| Position | #  | Name                           |
| -------- | -- | ------------------------------ |
| SF       | 4  | Jose Luis Campos Salgado       |
| PG       | 5  | Rodrigo Andres Espinoza        |
| -        | 6  | Pablo Coro Oyarzo              |
| -        | 7  | Felipe Contreras               |
| -        | 8  | Christian Diaz                 |
| PG       | 9  | Percy Christopher Werth Moreno |
| -        | 10 | Patrick Saez Carvajal          |
| C        | 11 | Patricio Briones               |
| F        | 12 | Nelson Raúl Mendez Ramírez     |
| -        | 13 | Claus Mauricio Prutzmann       |
| -        | 14 | Boris Leonid Varela Kusmin     |
| -        | 15 | Mike Terence Elliot Stambuk    |

 Paraguay
| Position | #  | Name                               |
| -------- | -- | ---------------------------------- |
| SF       | 4  | Charles Aldo Acosta                |
| -        | 5  | Daniel Perez                       |
| G        | 6  | Enrique Martinez                   |
| SF       | 7  | Bruno Zanotti                      |
| PG       | 8  | Gustavo Paniagua                   |
| -        | 9  | Humberto Rivero Vazquez            |
| -        | 10 | Roberto Gianni Laratro Bosch       |
| C        | 11 | Guillermo Alejandro Araujo Capello |
| -        | 12 | Luis Fernando Dose Jimenez         |
| -        | 13 | Giulio Laratro Bosch               |
| -        | 14 | Alcides Julian Fernandez           |
| PF       | 15 | Bruno Martinessi                   |

 Uruguay
| Position | #  | Name                             |
| -------- | -- | -------------------------------- |
| SG       | 4  | Martin Osimani                   |
| SF       | 5  | Emilio Taboada                   |
| SF       | 6  | Mauricio Aguiar                  |
| SG       | 7  | Alejandro Muro                   |
| PG       | 8  | Nicolas Mazzarino                |
| PF       | 9  | Pablo Morales                    |
| PG       | 10 | Marcelo Eduardo Capalbo          |
| F        | 11 | Claudio Charquero                |
| -        | 12 | Gustavo Szczygielski             |
| -        | 13 | Luis Silveira                    |
| -        | 14 | Trelonnie Dewel Owens            |
| C        | 15 | Esteban Damian Batista Hernandez |

 Venezuela
| Position | #  | Name                          |
| -------- | -- | ----------------------------- |
| SF       | 4  | Victor Diaz                   |
| C        | 5  | Heberth Bayona                |
| PG       | 6  | Yumerving Mijares             |
| C        | 7  | Richard Jose Lugo             |
| F/C      | 8  | Tomás Aguilera                |
| G        | 9  | Oscar Torres                  |
| G        | 10 | Diego Alejandro Guevara Salas |
| -        | 11 | Edgar Orlando Arteaga Ladera  |
| SG       | 12 | Rafael Alberto Guevara        |
| C        | 13 | Manuel Alejandro Barrios      |
| -        | 14 | Rosmel Leonel Blanco Pantoja  |
| G/F      | 15 | Carlos Morris                 |

## Ergebnisse

### Vorrunde
In der Vorrunde spielte jede der sechs Mannschaften gegen die jeweils anderen einmal, sodass jede Mannschaft fünf Spiele (insgesamt fanden 15 Spiele statt) absolvierte. Pro Sieg gab es zwei Punkte, für eine Niederlage immerhin noch einen Punkt. Der Erst- und Zweitplatzierte zogen in das Finale ein, der Dritt- und Viertplatzierte zogen in das Spiel um Platz 3 ein. Bei Punktgleichheit entschied die Punktdifferenz. 
| Platzierung | Mannschaft  | Punkte | G | V | Körbe   | Diff |
| ----------- | ----------- | ------ | - | - | ------- | ---- |
| 1           | Argentinien | 9      | 4 | 1 | 514:430 | +84  |
| 2           | Brasilien   | 9      | 4 | 1 | 459:441 | +18  |
| 3           | Venezuela   | 8      | 3 | 2 | 513:442 | +71  |
| 4           | Uruguay     | 8      | 3 | 2 | 461:459 | +2   |
| 5           | Chile       | 6      | 1 | 4 | 407:503 | −96  |
| 6           | Paraguay    | 5      | 0 | 5 | 387:466 | −79  |

| 13. Juli 16:00 | Report | Uruguay                                                                           | 77 – 97 | Venezuela                                                                       |  |
| 13. Juli 16:00 | Report | Punkte pro Viertel: 18 : 24, 15 : 23, 19 : 27, 25 : 23                            |         |                                                                                 |  |
| 13. Juli 16:00 | Report | Punkte: Pablo Morales 13 Rebounds: Trelonnie Owens 7 Assists: Nicolas Mazzarino 5 |         | Punkte: Richard Lugo 16 Rebounds: Richard Lugo 7 Assists: Diego Guevara Salas 5 |  |
| 13. Juli 16:00 | Report |                                                                                   |         |                                                                                 |  |

| 13. Juli 18:00 |  | Argentinien | 83 – 74 | Paraguay |  |
| 13. Juli 18:00 |  |             |         |          |  |
| 13. Juli 18:00 |  |             |         |          |  |
| 13. Juli 18:00 |  |             |         |          |  |

| 13. Juli 20:30 | Report | Chile                                                                                                   | 84 – 92 | Brasilien |  |
| 13. Juli 20:30 | Report | Punkte pro Viertel: 26 : 25, 16 : 21, 26 : 25, 16 : 21                                                  |         | |  |
| 13. Juli 20:30 | Report | Punkte: Patricio Briones Moller 26 Rebounds: Patricio Briones Moller 5 Assists: Patrick Saez Carvajal 4 |         | Punkte: Marcelo Machado 21 Rebounds: Estevam Ferreira, Andre Luiz Quirino Pereira 5 Assists: Fulvio Chiantia De Assis, Nezinho Dos Santos, Marcelo Machado 4 |  |
| 13. Juli 20:30 | Report | |         | |  |

| 14. Juli 16:00 | Report | Venezuela                                                                        | 108 – 77 | Chile |  |
| 14. Juli 16:00 | Report | Punkte pro Viertel: 32 : 12, 20 : 29, 22 : 18, 34 : 18                           |          | |  |
| 14. Juli 16:00 | Report | Punkte: Victor Diaz 25 Rebounds: Tomás Aguilera 7 Assists: Diego Guevara Salas 9 |          | Punkte: Jose Campos Salgado 21 Rebounds: Patricio Briones Moller 11 Assists: Percy Werth Moreno, Jose Campos Salgado 3 |  |
| 14. Juli 16:00 | Report |                                                                                  |          | |  |

| 14. Juli 18:00 | Report | Paraguay | 76 – 89 | Uruguay                                                                             |  |
| 14. Juli 18:00 | Report | Punkte pro Viertel: 15 : 21, 18 : 25, 19 : 16, 24 : 27                                                                       |         |                                                                                     |  |
| 14. Juli 18:00 | Report | Punkte: Enrique Martinez 21 Rebounds: Enrique Martinez 7 Assists: Guillermo Araujo Capello, Enrique Martinez, Daniel Perez 3 |         | Punkte: Nicolas Mazzarino 41 Rebounds: Trelonnie Owens 8 Assists: Marcelo Capalbo 7 |  |
| 14. Juli 18:00 | Report | |         |                                                                                     |  |

| 14. Juli 20:00 | Report | Brasilien                                                                          | 98 – 92 | Argentinien                                                                        |  |
| 14. Juli 20:00 | Report | Punkte pro Viertel: 21 : 19, 24 : 20, 29 : 15, 24 : 38                             |         |                                                                                    |  |
| 14. Juli 20:00 | Report | Punkte: Marcelo Machado 27 Rebounds: Marcelo Machado 8 Assists: Marcelo Machado 13 |         | Punkte: Wálter Herrmann 28 Rebounds: Wálter Herrmann 8 Assists: Daniel Farabello 6 |  |
| 14. Juli 20:00 | Report |                                                                                    |         |                                                                                    |  |

| 15. Juli 16:00 | Report | Paraguay                                                                                     | 77 – 114 | Venezuela |  |
| 15. Juli 16:00 | Report | Punkte pro Viertel: 23 : 25, 17 : 36, 16 : 32, 21 : 21                                       |          | |  |
| 15. Juli 16:00 | Report | Punkte: Guillermo Araujo Capello 17 Rebounds: Enrique Martinez 5 Assists: Enrique Martinez 3 |          | Punkte: Carlos Morris 18 Rebounds: Oscar Torres 11 Assists: Victor Diaz, Rafael Guevara, Diego Guevara Salas 4 |  |
| 15. Juli 16:00 | Report |                                                                                              |          | |  |

| 15. Juli 18:00 | Report | Argentinien                                                                            | 108 – 69 | Chile                                                                                            |  |
| 15. Juli 18:00 | Report | Punkte pro Viertel: 24 : 20, 31 : 15, 33 : 18, 20 : 16                                 |          |                                                                                                  |  |
| 15. Juli 18:00 | Report | Punkte: Leonardo Gutierrez 23 Rebounds: Leonardo Gutierrez 5 Assists: Carlos Delfino 5 |          | Punkte: Patricio Briones Moller 18 Rebounds: Christian Diaz 6 Assists: Patricio Briones Moller 4 |  |
| 15. Juli 18:00 | Report |                                                                                        |          |                                                                                                  |  |

| 15. Juli 20:00 | Report | Uruguay                                                                            | 103 – 86 | Brasilien                                                                           |  |
| 15. Juli 20:00 | Report | Punkte pro Viertel: 25 : 22, 26 : 19, 23 : 20, 29 : 25                             |          |                                                                                     |  |
| 15. Juli 20:00 | Report | Punkte: Nicolas Mazzarino 42 Rebounds: Trelonnie Owens 12 Assists: Pablo Morales 7 |          | Punkte: Marcelo Machado 27 Rebounds: Marcelo Machado 12 Assists: Marcelo Machado 10 |  |
| 15. Juli 20:00 | Report |                                                                                    |          |                                                                                     |  |

| 16. Juli 16:00 |  | Chile | 95 – 92 | Paraguay |  |
| 16. Juli 16:00 |  |       |         |          |  |
| 16. Juli 16:00 |  |       |         |          |  |
| 16. Juli 16:00 |  |       |         |          |  |

| 16. Juli 18:00 | Report | Argentinien | 118 – 89 | Uruguay |  |
| 16. Juli 18:00 | Report | Punkte pro Viertel: 29 : 23, 37 : 31, 22 : 17, 30 : 18                                                                                 |          | |  |
| 16. Juli 18:00 | Report | Punkte: Leonardo Gutierrez 19 Rebounds: Carlos Delfino, Leonardo Gutierrez, Wálter Herrmann, Bruno Labaque 4 Assists: Pablo Prigioni 9 |          | Punkte: Nicolas Mazzarino 16 Rebounds: Esteban Batista Hernandez 7 Assists: Nicolas Mazzarino, Alejandro Muro, Martin Osimani 2 |  |
| 16. Juli 18:00 | Report | |          | |  |

| 16. Juli 20:00 | Report | Brasilien                                                                                    | 98 – 94 | Venezuela |  |
| 16. Juli 20:00 | Report | Punkte pro Viertel: 27 : 25, 31 : 21, 19 : 16, 21 : 32                                       |         | |  |
| 16. Juli 20:00 | Report | Punkte: Marcelo Machado 28 Rebounds: Andre Luiz Quirino Pereira 9 Assists: Marcelo Machado 9 |         | Punkte: Diego Guevara Salas, Oscar Torres 21 Rebounds: Heberth Bayona, Richard Lugo 6 Assists: Diego Guevara Salas 5 |  |
| 16. Juli 20:00 | Report |                                                                                              |         | |  |

| 17. Juli 14:00 |  | Uruguay | 103 – 82 | Chile |  |
| 17. Juli 14:00 |  |         |          |       |  |
| 17. Juli 14:00 |  |         |          |       |  |
| 17. Juli 14:00 |  |         |          |       |  |

| 17. Juli 16:00 | Report | Brasilien                                                                                     | 85 – 68 | Paraguay                                                                              |  |
| 17. Juli 16:00 | Report | Punkte pro Viertel: 23 : 21, 25 : 17, 19 : 9, 18 : 21                                         |         |                                                                                       |  |
| 17. Juli 16:00 | Report | Punkte: Estevam Ferreira 17 Rebounds: Andre Luiz Quirino Pereira 6 Assists: Marcelo Machado 9 |         | Punkte: Enrique Martinez 27 Rebounds: Enrique Martinez 10 Assists: Enrique Martinez 7 |  |
| 17. Juli 16:00 | Report |                                                                                               |         |                                                                                       |  |

| 17. Juli 18:00 | Report | Venezuela                                                                      | 100 – 113 | Argentinien                                                                                        |  |
| 17. Juli 18:00 | Report | Punkte pro Viertel: 25 : 24, 24 : 29, 32 : 35, 19 : 25                         |           | |  |
| 17. Juli 18:00 | Report | Punkte: Victor Diaz 32 Rebounds: Oscar Torres 9 Assists: Diego Guevara Salas 6 |           | Punkte: Wálter Herrmann 29 Rebounds: Leonardo Gutierrez 9 Assists: Bruno Labaque, Pablo Prigioni 5 |  |
| 17. Juli 18:00 | Report |                                                                                |           | |  |

### Spiel um Platz drei
| 18. Juli 10:00 |  | Venezuela | 76 – 74 | Uruguay |  |
| 18. Juli 10:00 |  |           |         |         |  |
| 18. Juli 10:00 |  |           |         |         |  |
| 18. Juli 10:00 |  |           |         |         |  |

### Finale
| 18. Juli 12:00 | Report | Brasilien | 78 – 95 | Argentinien                                                                       |  |
| 18. Juli 12:00 | Report | Punkte pro Viertel: 18 : 23, 19 : 17, 21 : 26, 20 : 29                                                                    |         |                                                                                   |  |
| 18. Juli 12:00 | Report | Punkte: Estevam Ferreira, Andre Luiz Quirino Pereira 16 Rebounds: Andre Luiz Quirino Pereira 8 Assists: Marcelo Machado 4 |         | Punkte: Wálter Herrmann 37 Rebounds: Wálter Herrmann 11 Assists: Carlos Delfino 5 |  |
| 18. Juli 12:00 | Report | |         |                                                                                   |  |

| Argentinien         |
| Meister Argentinien |
| Elfte Meisterschaft |

## Individuelle Statistiken

### Punkte
| Gesamt | Gesamt            | Gesamt | pro Spiel | pro Spiel               | pro Spiel    |
| Platz  | Name              | Anzahl | Platz     | Name                    | Durchschnitt |
| ------ | ----------------- | ------ | --------- | ----------------------- | ------------ |
| 1      | Nicolas Mazzarino | 154    | 1         | Nicolas Mazzarino       | 25,7         |
| 2      | Wálter Herrmann   | 135    | 2         | Enrique Martinez        | 23,0         |
| 3      | Marcelo Machado   | 127    | 3         | Wálter Herrmann         | 22,5         |
| 4      | Victor Diaz       | 116    | 4         | Patricio Briones Moller | 21,4         |
| 5      | Enrique Martinez  | 115    | 5         | Marcelo Machado         | 21,2         |

### Rebounds
| Gesamt | Gesamt                     | Gesamt | pro Spiel | pro Spiel                  | pro Spiel    |
| Platz  | Name                       | Anzahl | Platz     | Name                       | Durchschnitt |
| ------ | -------------------------- | ------ | --------- | -------------------------- | ------------ |
| 1      | Trelonnie Owens            | 44     | 1         | Trelonnie Owens            | 7,3          |
| 2      | Andre Luiz Quirino Pereira | 42     | 2         | Andre Luiz Quirino Pereira | 7,0          |
| 3      | Marcelo Machado            | 37     |           | Patricio Briones Moller    | 7,0          |
|        | Oscar Torres               | 37     | 4         | Marcelo Machado            | 6,2          |
| 5      | Patricio Briones Moller    | 35     |           | Oscar Torres               | 6,2          |

### Assists
| Gesamt | Gesamt                        | Gesamt | pro Spiel | pro Spiel                     | pro Spiel    |
| Platz  | Name                          | Anzahl | Platz     | Name                          | Durchschnitt |
| ------ | ----------------------------- | ------ | --------- | ----------------------------- | ------------ |
| 1      | Marcelo Machado               | 49     | 1         | Marcelo Machado               | 8,2          |
| 2      | Diego Alejandro Guevara Salas | 37     | 2         | Diego Alejandro Guevara Salas | 6,2          |
| 3      | Nicolas Mazzarino             | 31     | 3         | Nicolas Mazzarino             | 5,2          |
| 4      | Pablo Prigioni                | 26     | 4         | Enrique Martinez              | 4,8          |
| 5      | Enrique Martinez              | 24     | 5         | Pablo Prigioni                | 4,3          |

### Steals
| Gesamt | Gesamt                      | Gesamt | pro Spiel | pro Spiel                   | pro Spiel    |
| Platz  | Name                        | Anzahl | Platz     | Name                        | Durchschnitt |
| ------ | --------------------------- | ------ | --------- | --------------------------- | ------------ |
| 1      | Marcelo Machado             | 17     | 1         | Marcelo Machado             | 2,8          |
| 2      | Pablo Prigioni              | 16     | 2         | Pablo Prigioni              | 2,7          |
| 3      | Mike Terence Elliot Stambuk | 12     | 3         | Mike Terence Elliot Stambuk | 2,4          |
|        | Bruno Labaque               | 12     | 4         | Bruno Labaque               | 2,0          |
| 5      | Nicolas Mazzarino           | 11     |           | Daniel Farabello            | 2,0          |
|        | Luis Silveira               | 11     |           |                             |              |

### Blocks
| Gesamt | Gesamt                             | Gesamt | pro Spiel | pro Spiel                          | pro Spiel    |
| Platz  | Name                               | Anzahl | Platz     | Name                               | Durchschnitt |
| ------ | ---------------------------------- | ------ | --------- | ---------------------------------- | ------------ |
| 1      | Richard Jose Lugo                  | 7      | 1         | Richard Jose Lugo                  | 1,4          |
|        | Heberth Bayona                     | 7      | 2         | Heberth Bayona                     | 1,2          |
| 3      | Guillermo Alejandro Araujo Capello | 5      | 3         | Guillermo Alejandro Araujo Capello | 1,0          |
| 4      | Bruno Zanotti                      | 4      | 4         | Bruno Zanotti                      | 0,8          |
|        | Rosmel Leonel Blanco Pantoja       | 4      | 5         | Rosmel Leonel Blanco Pantoja       | 0,7          |

## Abschlussplatzierung
1. Argentinien
2. Brasilien
3. Venezuela
4. Uruguay
5. Chile
6. Paraguay